# Rebutia krugerae
Rebutia krugerae är en kaktusväxtart som först beskrevs av Martín Cárdenas Hermosa, och fick sitt nu gällande namn av Curt Backeberg. Rebutia krugerae ingår i släktet Rebutia och familjen kaktusväxter. Inga underarter finns listade i Catalogue of Life.